# Marius Nica
Marius Nica (ur. 27 listopada 1980 w Sânpetru w okręgu Braszów) – rumuński urzędnik państwowy i menedżer, w 2015 minister funduszy europejskich, w latach 2017–2018 minister delegowany ds. funduszy europejskich.

## Życiorys
W latach 1999–2003 studiował w Academia Națională de Informații, kształcącej pracowników wywiadu. W 2005 uzyskał magisterium ze stosunków międzynarodowych w Școala Națională de Studii Politice și Administrative. Ukończył także studia typu MBA na Akademii Studiów Ekonomicznych w Bukareszcie. Kształcił się też na kursie w Singapurze. W latach 2003–2008 pracował w ministerstwie obrony jako analityk, następnie do 2012 był doradcą Rovany Plumb. Zajmował stanowisko dyrektora generalnego kierowanych przez nią resortów środowiska i zmian klimatycznych (2013–2014) oraz pracy, rodziny, ochrony socjalnej i osób starszych (2014–2015). Przewodniczył też radzie nadzorczej krajowej loterii i był menedżerem w międzynarodowym holdingu.
Związał się z Partią Socjaldemokratyczną. Od marca do listopada 2015 zajmował stanowisko ministra ds. funduszy europejskich w czwartym rządzie Vicora Ponty. Był doradcą premiera Sorina Grindeanu. W październiku 2017 objął funkcję ministra delegowanego ds. funduszy europejskich w rządzie Mihaia Tudosego. W styczniu 2018 złożył dymisję, kończąc urzędowanie wraz z całym gabinetem pod koniec tegoż miesiąca.